# Fair Deal
Fair Deal (česky: Slušné zacházení) byl program prezidenta USA Harryho S. Trumana v rámci vnitřní politiky Spojených států.

## Program
Tento program byl vysloven při výroční zprávě v Kongresu dne 5. ledna 1949. Prezident Truman v něm požadoval schválení zákonů, které by podstatně rozšířily sociální zabezpečení, ochranu občanských práv, zdravotní pojištění, podporu školského sektoru aj. Tyto legislativní kroky by také vedly ke zvýšení pravomocí federální vlády. Pokračoval tak ve své dřívější politice z let 1945–1948 a navázal na New Deal prezidenta Franklina D. Roosevelta.
| „                                                     | Každá skupina našeho obyvatelstva, každý jedinec, mají právo očekávat od své vlády poctivé a slušné zacházení (angl. fair deal). | “ |
| — Harry S. Truman, Zpráva o stavu unie, 5. leden 1949 | |   |

## Osud programu
Většinu návrhů, které byly v tomto projevu Trumanem předneseny, Kongres neschválil. K jejich uskutečnění došlo až za vlády Lyndona Johnsona (1963–1969) v rámci sociálních programů.